# Maxwell (musicista)
Maxwell, pseudonimo di Gerald Maxwell Rivera (Brooklyn, 23 maggio 1973), è un musicista e cantante statunitense.
Entrato nella scena musicale nella seconda metà degli anni novanta, è stato uno dei principali artisti nello sviluppare il movimento neo soul. L'artista ha acquisito varie certificazioni d'oro e di platino con i suoi dischi ed è stato nominato ai premi più importanti, tra cui varie volte ai Grammy, vincendo il primo nel 2010.

## Biografia

### Infanzia
Maxwell è nato da un padre portoricano e da una madre afroamericana. Fino al 2013 l'artista ha sempre mantenuto segreti il primo nome e il cognome, per rispetto della propria famiglia; Maxwell è il suo secondo nome di battesimo. Il padre è morto in un incidente aereo durante un viaggio verso la sua terra natale, il Porto Rico, quando l'artista aveva solo tre anni; esperienza che ha avuto un forte impatto sulla personalità del cantante. Come in molti casi, anche la carriera di Maxwell parte dei cori della chiesa, in questo caso di una parrocchia battista, finché non inizia a voler seguire le orme di artisti come Marvin Gaye e Prince. A 17 anni Maxwell inizia a scrivere canzoni e ad esibirsi nei club di New York, nonostante nessuno dei suoi compagni di scuola lo immaginasse su un palco a causa del suo temperamento timido e goffo, e nel 1994, a soli 21 anni, viene messo sotto contratto dalla Columbia Records.

### Maxwell's Urban Hang Suite(1996)
Appena ottenuto il contratto, l'artista inizia a lavorare al materiale per il suo album di debutto insieme a un team d'eccezione composto dal cantautore Leon Ware (autore di gran parte dell'album I Want You del 1976 di Marvin Gaye), dal chitarrista Wah Wah Watson (altro collaboratore di Gaye) e dal polistrumentista Stuart Matthewman (collaboratore di Sade). Quando l'album sembra pronto per essere pubblicato, la Columbia espone seri dubbi riguardo alle potenzialità del materiale, e così rimanda l'uscita dell'album, che slitta di due anni. Finalmente nel 1996 esce Maxwell's Urban Hang Suite, un album fortemente ispirato dal soul più classico e che attira l'attenzione della critica, grazie al distacco con la maggioranza dell'hip hop soul in voga in quel periodo; l'album è stato fortemente ispirato da una breve e intensa storia d'amore, e si proclama come una celebrazione della monogamia, in contrapposizione con l'atteggiamento promiscuo decantato da molti artisti rap e R&B di quegli anni. Il disco inizialmente vende poco, e non entra nemmeno nella "Top 20", anche se il primo singolo ...Til The Cops Come Knockin' viene trasmesso abbastanza in radio. Grazie al successo del secondo singolo Ascension (Don't Ever Wonder), che diventa disco d'oro, l'album impenna le vendite e diventa disco di platino a meno di un anno dalla sua uscita. Dall'album vengono estratti ben quattro singoli: oltre a ...Til The Cops Come Knockin e Ascension (Don't Ever Wonder), vengono diffusi Sumthin' Sumthin' e Whenever Wherever Whatever. L'album ottiene un premio ai Soul Train Awards nella categoria "Best R&B/Soul Male Album" e una nomination ai Grammy Awards come "Best R&B Album".
Il 15 giugno 1997 l'artista si esibisce a New York presso gli studi di MTV Unplugged in una memorabile jam session. Il live verrà pubblicato in un CD contenente solo 7 tracce, chiamato Maxwell's MTV Unplugged. In questa performance l'artista si esibisce anche nelle cover di due pezzi estranei alla scena soul e R&B, ossia This Woman's Work di Kate Bush e Closer dei Nine Inch Nails. Questo live (analogamente a quello che è successo ad Erykah Badu poco dopo) continua ed aumenta il successo del primo album, tanto che la versione live di Whenever Wherever Whatever ottiene una nomination ai Grammy come "Best Male Pop Vocal".

### Embrya(1998)
Il 30 giugno 1998 la Columbia pubblica il secondo album di Maxwell, Embrya, che dall'artista stesso viene definito come un tributo al soul degli anni settanta. Stavolta il disco debutta al numero 3 della Billboard 200 e duplica le vendite del primo album, venendo certificato doppio disco di platino. La critica accoglie molto positivamente anche questo secondo lavoro dell'artista, che grazie a Embrya vince il suo secondo Soul Train Award come "Best R&B/Soul Male Album" e ottiene la seconda nomination ai Grammy come "Best R&B Album" (vinto da Erykah Badu con Baduizm).

### Colonne sonore (1999)
Nel 1999 il cantante continua a mietere successi. Incide un brano scritto e prodotto dal magnate del R&B R. Kelly, per la colonna sonora del film Life con Eddie Murphy. Fortunate viene pubblicato come singolo e si rivela inaspettatamente un successo strepitoso: è il primo singolo del cantante ad entrare nella "Top 10" statunitense, arrivando alla posizione numero 4, e il primo a raggiungere la prima posizione delle classifiche R&B, dove rimane per 8 settimane di seguito. Il successo è tale che Billboard piazza il singolo al primo posto nella classifica di fine 1999 dei brani R&B e hip hop di maggior successo. Il singolo diventa disco d'oro e ottiene nomination a molti premi, tra cui ai Grammy come "Best R&B Male Vocal Performance" e ai Soul Train Awards come "Best R&B/Soul Single", in questo caso trionfando.
Nello stesso anno il musicista incide anche due brani per la colonna sonora del film The Best Man, e tra questi Let's Not Play the Game viene pubblicata come singolo. Il brano è molto diverso dai singoli precedenti del cantante, essendo un pezzo molto ballabile, ma non ha successo in classifica: arriva alla posizione 55 della classifica R&B di Billboard.

### Now(2001)
Il cantante torna sulle scene con il suo terzo album, due anni dopo il successo di Fortunate. Now viene pubblicato il 14 agosto 2001 e entra in classifica direttamente alla posizione numero 1, diventando il primo album dell'artista a raggiungere la prima posizione. Now diventa presto disco di platino ma non riceve la stessa accoglienza positiva dalla critica come i due album precedenti. Il disco produce tre singoli: Get to Know Ya (#25 R&B), Lifetime ( #5 R&b e #22 pop) e This Woman's Work (cover dell'omonimo singolo di Kate Bush del 1989, ripreso dal live del 1997).

### BLACKsummers' night(2009)
Secondo quanto pubblicato sul suo sito ufficiale e sulla sua pagina di MySpace, il cantante è intenzionato a pubblicare una trilogia di album intitolata Black Summers' Night tra il 2008 e il 2010, ma la data di pubblicazione del primo capitolo viene posticipata varie volte. Finalmente dopo una lunga attesa il 7 luglio 2009 esce il quarto album dell'artista, BLACKsummers'night che, nonostante gli 8 anni di assenza del cantante dal mondo della musica, debutta al numero 1 della Billboard 200, diventando il secondo album dell'artista ad esordire alla prima posizione dopo il precedente Now. Ma a differenza dell'album precedente, BLACKsummers'night è riuscito a vendere più di 300 000 copie nella prima settimana di pubblicazione, riuscendo ad ottenere in poche settimane il disco d'oro con oltre 600 000 copie vendute. Il disco è stato registrato in un periodo che va dal 2007 al 2009 con l'aiuto del musicista Hod David. Il primo singolo tratto dall'album, Pretty Wings, arriva a sorpresa al numero 1 della Billboard Hot R&B/Hip-Hop Songs, a dieci anni dalla prima numero 1 dell'artista in questa classifica, Fortunate. Il brano ha passato ben 14 settimane al numero 1, diventando uno dei pezzi di maggior successo nella storia della classifica R&B di Billboard. Oltre a diventare la sua seconda numero 1 nella classifica R&B, il singolo è anche il quarto di Maxwell ad entrare nella top40 della Billboard Hot 100.
Il cantante si è esibito con questa canzone all'edizione 2009 dei BET Awards. Grazie a questo lavoro Maxwell ha ricevuto sei nomination ai Grammy Awards 2010, vincendo in due categorie: "Best R&B Album" e "Best Male R&B Vocal Performance" per Pretty Wings. Vengono pubblicati altri singoli, tra cui Bad Habits (#4 nella classifica R&B) e Fistful of Tears (#16 nella classifica R&B), che sono rispettivamente il sesto e il settimo brano dell'artista ad entrare nella top20 della Hot R&B/Hip-Hop Songs di Billboard. I due singoli entrano anche nella Hot 100, così come un ulteriore singolo, Cold.

### blackSUMMERS'night(2014-)
Nel periodo 2014-2015 rilascia alcune interviste in cui afferma di essere al lavoro per il suo successivo album.
Nell'aprile 2016 viene pubblicato il singolo Lake by the Ocean. Nel maggio seguente si esibisce dopo sette anni in televisione, partecipando al The Late Show with Stephen Colbert.
Il 1º luglio 2016 viene pubblicato il suo quinto album in studio blackSUMMERS'night, che raggiunge la posizione numero 3 della classifica Billboard 200.

## Discografia

### Album in studio
- 1996 – Maxwell's Urban Hang Suite
- 1998 – Embrya
- 2001 – Now
- 2009 – BLACKsummers'night
- 2016 – blackSUMMERS'night

### EP
- 1997 – MTV Unplugged